# Darwin Núñez
Darwin Gabriel Núñez Ribeiro (Artigas, 24 giugno 1999) è un calciatore uruguaiano, attaccante dell'Al-Hilal e della nazionale uruguaiana.

## Caratteristiche tecniche
Centravanti dal fisico imponente, è dotato di una buona tecnica individuale che gli consente di essere efficace sia nella finalizzazione che nel gioco di squadra; può essere impiegato anche nel ruolo di ala su entrambi i lati del campo.
In patria è stato spesso paragonato al connazionale Edinson Cavani per via della sua duttilità tattica.

## Carriera

### Club

#### Gli inizi
Calcisticamente cresciuto nel La Luz, squadra di Montevideo, e nel San Miguel, è poi passato al Peñarol, con cui ha debuttato in prima squadra il 22 novembre 2017 in occasione della partita di Primera División persa per 1-2 sul campo del River Plate (M), subentrando a Maxi Rodríguez per gli ultimi trenta minuto di gioco. Il 13 ottobre 2018 realizza la prima rete come professionista nella vittoria per 2-0 contro il Fénix; il 14 aprile 2019, invece, trova la prima tripletta ai danni del Boston River. Con i Carboneros ha conquistato due campionati uruguaiani in fila (2017 e 2018).

#### Almería
Il 29 agosto seguente è stato acquistato dall'Almería per circa cinque milioni di euro. Il 3 ottobre bagna l'esordio spagnolo durante la partita di Segunda División persa per 2-4 sul campo dello Sporting Gijón, subentrando a Lucien Owona al termine del primo tempo. Il 27 dello stesso mese, alla sua prima partita da titolare, trova su calcio di rigore la sua prima marcatura stagionale. Conclude l'annata con 16 gol totali, risultando il secondo cannoniere del torneo dopo l'attaccante del Girona Cristhian Stuani.

#### Benfica

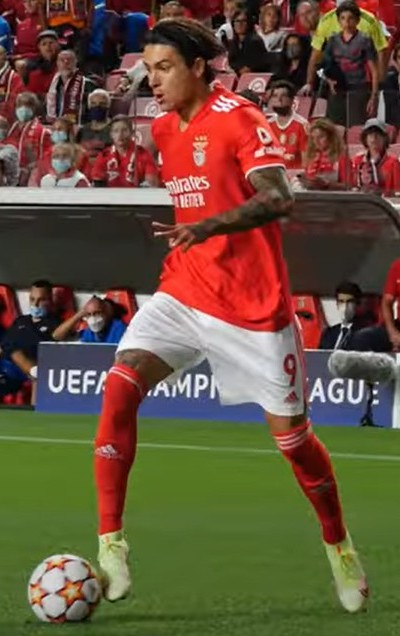
Núñez con la maglia del nel 2021

Il 4 settembre 2020 è stato acquistato dal Benfica per circa venticinque milioni di euro; nel contratto che ha firmato, valido fino al 2025, viene inserita una clausola rescissoria da centocinquanta milioni di euro. Due settimane più tardi, debutta per i portoghesi durante i preliminari di UEFA Champions League persi per 1-2 sul campo del PAOK. Il 22 ottobre, in occasione del match di UEFA Europa League vinto per 2-4 contro il Lech Poznań, realizza la sua prima tripletta nel calcio europeo. Chiude la stagione con 14 reti in 44 partite complessive.
Al termine della prima annata a Lisbona, rimedia un infortunio al ginocchio, che lo costringe a rimanere inattivo per quasi tre mesi; torna in campo il 21 agosto 2021, sostituendo Everton al 72º minuto della partita vinta 2-0 contro il Gil Vicente. Il 29 settembre, dopo esser stato premiato come Giocatore del mese in campionato, segna i suoi primi due gol in UEFA Champions League ai danni del Barcellona, contribuendo alla vittoria finale per 3-0. Il 29 novembre, invece, realizza la sua prima tripletta in Primeira Liga contro il Belenenses SAD, a cui ne segue un'altra segnata il 12 dicembre nel match vinto 4-1 sul Famalicão. Tre giorni dopo marca una doppietta nella vittoriosa semifinale di Coppa di Lega giocata contro il Covilhã (3-0); la finale, non disputata da Núñez, verrà successivamente persa dal Benfica nel derby contro lo Sporting Lisbona (1-2). Al termine della stagione sono 34 i gol totali, di cui 26 in campionato, che gli consentono di vincere il premio Bola de Prata, riservato al capocannoniere nazionale.

#### Liverpool

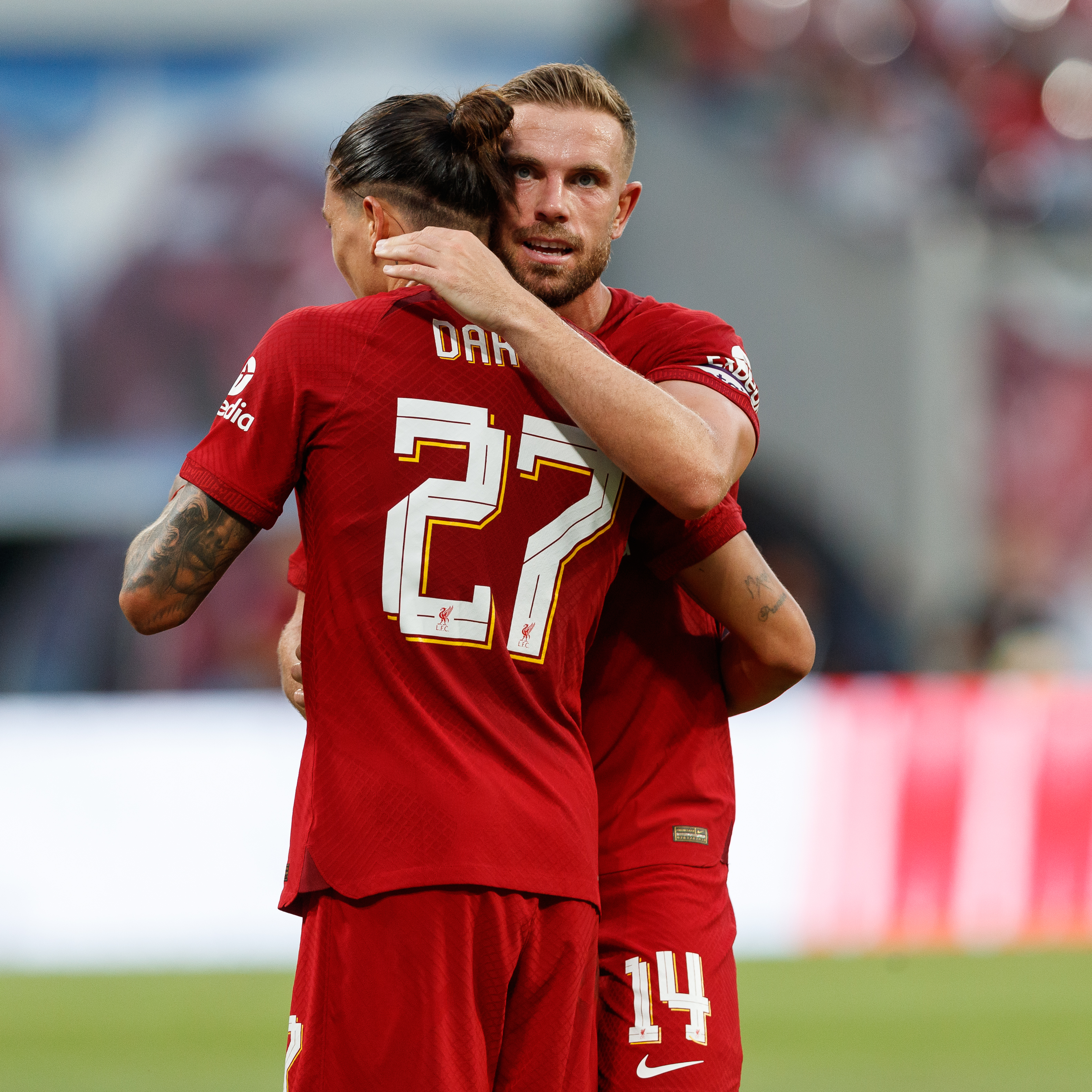
Núñez (a sinistra) con il compagno Jordan Henderson al nel 2022

Il 13 giugno 2022 le Águias comunicano di aver trovato un accordo con il Liverpool per la cessione di Núñez a partire dalla stagione 2022-2023, soggetto alla definizione dell'accordo tra il club inglese e l'uruguaiano; il costo del trasferimento è pari a 75 milioni di euro più 25 milioni di bonus. Il giorno dopo il Liverpool comunica di aver completato il trasferimento.
Il 30 luglio 2022 debutta con i Reds nel match per il Community Shield vinto ai danni del Manchester City, conquistando il rigore, poi realizzato da Mohamed Salah, del 2-1 e segnando la rete del definitivo 3-1 finale. Il 6 agosto seguente esordisce in Premier League, contribuendo con una rete di tacco al pareggio ottenuto in casa del Fulham (2-2). La settimana seguente, durante l'incontro pareggiato con il Crystal Palace, viene espulso al 57' in seguito ad una testata rifilata a Joachim Andersen. Il 9 ottobre torna al gol in campionato in occasione della sconfitta rimediata in favore dell'Arsenal (3-2). Tre giorni dopo, invece, è autore della sua prima marcatura in UEFA Champions League per gli inglesi, prendendo così parte alla vittoria per 7-1 contro i Rangers. Termina la stagione con 15 reti in tutte le competizioni.
La stagione seguente è la migliore con i Liverpudlians, sia in termini realizzativi (17 gol) che in termini di assist (12), chiudendo il campionato raggiungendo quasi la doppia-doppia (11 gol e 8 assist), mentre in UEFA Europa League segna 5 gol in 10 partite, fino ai quarti di finale contro l'Atalanta. Vince la League Cup, in finale contro il Chelsea (1-0), contribuendo alla vittoria della competizione con 1 gol e 3 assist.
La sua terza e ultima stagione si rivela essere, nonostante le più rosee aspettative, la più complicata delle tre, in cui Núñez non rientra mai a pieno nelle gerarchie del nuovo tecnico Arne Slot, che spesso ha preferito adattare nel ruolo di prima punta Luis Díaz o Diogo Jota. Nonostante ciò, Núñez contribuisce in piccola parte al successo anticipato del Liverpool in Premier League, con soli 5 gol e 2 assist. In Champions League segna un solo gol, decisivo nella vittoria per 1-0 contro il RB Lipsia. Chiude la stagione con 45 presenze, 7 gol e 4 assist.

#### Al-Hilal
Il 9 agosto 2025 si trasferisce in Arabia Saudita, all'Al-Hilal, militante nella Lega professionistica saudita, per 53 milioni di euro più 12 milioni di bonus.

### Nazionale
Il 16 ottobre 2019 ha debuttato con l'Uruguay, in una partita amichevole pareggiata per 1-1 sul campo del Perù; in tale occasione, dopo esser subentrato a Brian Lozano al 75º minuto di gioco, riesce ad andare in rete dopo soli cinque minuti.

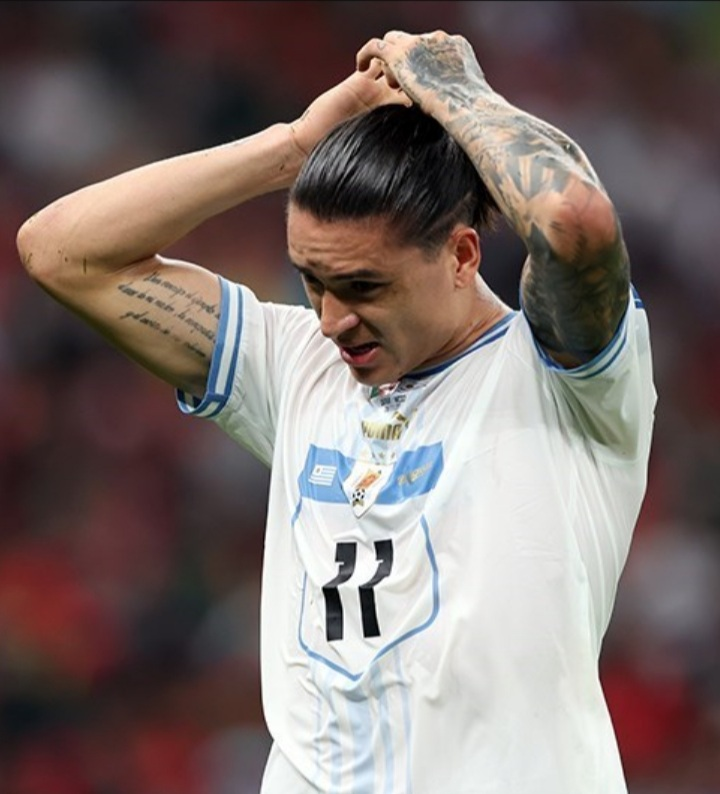
Núñez con la nazionale uruguaiana al Mondiale 2022

Nel 2022 viene convocato per il campionato del mondo 2022 in Qatar, dove colleziona tre presenze nella fase a gironi contro Corea del Sud (0-0), Portogallo (sconfitta 2-0) e Ghana (vittoria 2-0), senza andare a segno.
Nel 2024 partecipa anche alla Copa América negli Stati Uniti. Nel torneo colleziona 6 presenze, compresa la vittoriosa finale per il terzo posto contro il Canada (5-6 d.c.r.), e realizza 2 reti nelle prime due partite della fase a gironi, contro Panama (vittoria 3-1) e Bolivia (vittoria 5-0).

## Controversie
L'11 luglio 2024, al termine della semifinale di Copa América persa dall'Uruguay per 0-1 contro la Colombia, Núñez si ritrova coinvolto in una violenta rissa contro i tifosi colombiani, in cui sono stati sferrati molti schiaffi, pugni, calci e altri gesti aggressivi, per dare sicurezza alla propria famiglia presente sugli spalti della Bank of America Stadium. In seguito a questo episodio, Núñez (e anche altri compagni di nazionale) hanno ricevuto una squalifica, con l'attaccante classe '99 maggiormente coinvolto, che è stato squalificato dalla CONMEBOL per 5 giornate.

## Statistiche

### Presenze e reti nei club
Statistiche aggiornate al 9 agosto 2025.
| Stagione         | Squadra          | Campionato       | Campionato | Campionato | Coppe nazionali | Coppe nazionali | Coppe nazionali | Coppe continentali | Coppe continentali | Coppe continentali | Altre coppe | Altre coppe | Altre coppe | Totale | Totale |
| Stagione         | Squadra          | Comp             | Pres       | Reti       | Comp            | Pres            | Reti            | Comp               | Pres               | Reti               | Comp        | Pres        | Reti        | Pres   | Reti   |
| ---------------- | ---------------- | ---------------- | ---------- | ---------- | --------------- | --------------- | --------------- | ------------------ | ------------------ | ------------------ | ----------- | ----------- | ----------- | ------ | ------ |
| 2017             | Peñarol          | PD               | 1          | 0          | -               | -               | -               | -                  | -                  | -                  | -           | -           | -           | 1      | 0      |
| 2018             | Peñarol          | PD               | 11         | 1          | -               | -               | -               | CS                 | 2                  | 0                  | -           | -           | -           | 13     | 1      |
| 2019             | Peñarol          | PD               | 3          | 3          | -               | -               | -               | CL                 | 5                  | 0                  | -           | -           | -           | 8      | 3      |
| Totale Peñarol   | Totale Peñarol   | Totale Peñarol   | 15         | 4          |                 | -               | -               |                    | 7                  | 0                  |             | -           | -           | 22     | 4      |
| 2019-2020        | Almería          | SD               | 32         | 16         | CR              | 0               | 0               | -                  | -                  | -                  | -           | -           | -           | 32     | 16     |
| 2020-2021        | Benfica          | PL               | 29         | 6          | CP+CdL          | 4+2             | 3+0             | UCL+UEL            | 1+7                | 0+5                | SP          | 1           | 0           | 44     | 14     |
| 2021-2022        | Benfica          | PL               | 28         | 26         | CP+CdL          | 2+1             | 0+2             | UCL                | 10                 | 6                  | -           | -           | -           | 41     | 34     |
| Totale Benfica   | Totale Benfica   | Totale Benfica   | 57         | 32         |                 | 9               | 5               |                    | 18                 | 11                 |             | 1           | 0           | 85     | 48     |
| 2022-2023        | Liverpool        | PL               | 29         | 9          | FACup+CdL       | 2+2             | 1+0             | UCL                | 8                  | 4                  | CS          | 1           | 1           | 42     | 15     |
| 2023-2024        | Liverpool        | PL               | 36         | 11         | FACup+CdL       | 3+5             | 1+1             | UEL                | 10                 | 5                  | -           | -           | -           | 54     | 18     |
| 2024-2025        | Liverpool        | PL               | 30         | 5          | FACup+CdL       | 2+6             | 0+1             | UCL                | 9                  | 1                  | -           | -           | -           | 47     | 7      |
| Totale Liverpool | Totale Liverpool | Totale Liverpool | 95         | 25         |                 | 20              | 4               |                    | 27                 | 10                 |             | 1           | 1           | 143    | 40     |
| 2025-2026        | Al-Hilal         | SPL              | -          | -          | KC              | -               | -               | ACL                | -                  | -                  | -           | -           | -           | -      | -      |
| Totale carriera  | Totale carriera  | Totale carriera  | 199        | 77         |                 | 29              | 9               |                    | 52                 | 21                 |             | 2           | 1           | 282    | 108    |

### Presenze e reti in nazionale
| Cronologia completa delle presenze e delle reti in nazionale ― Uruguay | Cronologia completa delle presenze e delle reti in nazionale ― Uruguay | Cronologia completa delle presenze e delle reti in nazionale ― Uruguay | Cronologia completa delle presenze e delle reti in nazionale ― Uruguay | Cronologia completa delle presenze e delle reti in nazionale ― Uruguay | Cronologia completa delle presenze e delle reti in nazionale ― Uruguay | Cronologia completa delle presenze e delle reti in nazionale ― Uruguay | Cronologia completa delle presenze e delle reti in nazionale ― Uruguay |
| Data                                                                   | Città                                                                  | In casa                                                                | Risultato                                                              | Ospiti                                                                 | Competizione                                                           | Reti                                                                   | Note                                                                   |
| ---------------------------------------------------------------------- | ---------------------------------------------------------------------- | ---------------------------------------------------------------------- | ---------------------------------------------------------------------- | ---------------------------------------------------------------------- | ---------------------------------------------------------------------- | ---------------------------------------------------------------------- | ---------------------------------------------------------------------- |
| 15-10-2019                                                             | Lima                                                                   | Perù                                                                   | 1 – 1                                                                  | Uruguay                                                                | Amichevole                                                             | 1                                                                      | 75’                                                                    |
| 13-10-2020                                                             | Quito                                                                  | Ecuador                                                                | 4 – 2                                                                  | Uruguay                                                                | Qual. Mondiali 2022                                                    | -                                                                      | 46’                                                                    |
| 13-11-2020                                                             | Barranquilla                                                           | Colombia                                                               | 0 – 3                                                                  | Uruguay                                                                | Qual. Mondiali 2022                                                    | 1                                                                      | 46’                                                                    |
| 17-11-2020                                                             | Montevideo                                                             | Uruguay                                                                | 0 – 2                                                                  | Brasile                                                                | Qual. Mondiali 2022                                                    | -                                                                      |                                                                        |
| 7-10-2021                                                              | Montevideo                                                             | Uruguay                                                                | 0 – 0                                                                  | Colombia                                                               | Qual. Mondiali 2022                                                    | -                                                                      | 46’                                                                    |
| 10-10-2021                                                             | Buenos Aires                                                           | Argentina                                                              | 3 – 0                                                                  | Uruguay                                                                | Qual. Mondiali 2022                                                    | -                                                                      | 46’                                                                    |
| 27-1-2022                                                              | Asunción                                                               | Paraguay                                                               | 0 – 1                                                                  | Uruguay                                                                | Qual. Mondiali 2022                                                    | -                                                                      | 70’                                                                    |
| 1-2-2022                                                               | Montevideo                                                             | Uruguay                                                                | 4 – 1                                                                  | Venezuela                                                              | Qual. Mondiali 2022                                                    | -                                                                      | 67’                                                                    |
| 24-3-2022                                                              | Montevideo                                                             | Uruguay                                                                | 1 – 0                                                                  | Perù                                                                   | Qual. Mondiali 2022                                                    | -                                                                      | 72’                                                                    |
| 2-6-2022                                                               | Glendale                                                               | Messico                                                                | 0 – 3                                                                  | Uruguay                                                                | Amichevole                                                             | -                                                                      | 72’                                                                    |
| 5-6-2022                                                               | Kansas City                                                            | Stati Uniti                                                            | 0 – 0                                                                  | Uruguay                                                                | Amichevole                                                             | -                                                                      |                                                                        |
| 23-9-2022                                                              | Sankt Pölten                                                           | Iran                                                                   | 1 – 0                                                                  | Uruguay                                                                | Amichevole                                                             | -                                                                      |                                                                        |
| 27-9-2022                                                              | Bratislava                                                             | Canada                                                                 | 0 – 2                                                                  | Uruguay                                                                | Amichevole                                                             | 1                                                                      | 71’                                                                    |
| 24-11-2022                                                             | Al Rayyan                                                              | Uruguay                                                                | 0 – 0                                                                  | Corea del Sud                                                          | Mondiali 2022 - 1º turno                                               | -                                                                      |                                                                        |
| 28-11-2022                                                             | Lusail                                                                 | Portogallo                                                             | 2 – 0                                                                  | Uruguay                                                                | Mondiali 2022 - 1º turno                                               | -                                                                      | 72’                                                                    |
| 2-12-2022                                                              | Al Wakrah                                                              | Ghana                                                                  | 0 – 2                                                                  | Uruguay                                                                | Mondiali 2022 - 1º turno                                               | -                                                                      | 20’ 80’                                                                |
| 8-9-2023                                                               | Montevideo                                                             | Uruguay                                                                | 3 – 1                                                                  | Cile                                                                   | Qual. Mondiali 2026                                                    | -                                                                      | 73’                                                                    |
| 12-9-2023                                                              | Quito                                                                  | Ecuador                                                                | 2 – 1                                                                  | Uruguay                                                                | Qual. Mondiali 2026                                                    | -                                                                      | 46’                                                                    |
| 12-10-2023                                                             | Barranquilla                                                           | Colombia                                                               | 2 – 2                                                                  | Uruguay                                                                | Qual. Mondiali 2026                                                    | 1                                                                      |                                                                        |
| 17-10-2023                                                             | Montevideo                                                             | Uruguay                                                                | 2 – 0                                                                  | Brasile                                                                | Qual. Mondiali 2026                                                    | 1                                                                      | 21’                                                                    |
| 16-11-2023                                                             | Buenos Aires                                                           | Argentina                                                              | 0 – 2                                                                  | Uruguay                                                                | Qual. Mondiali 2026                                                    | 1                                                                      | 90+1’                                                                  |
| 21-11-2023                                                             | Montevideo                                                             | Uruguay                                                                | 3 – 0                                                                  | Bolivia                                                                | Qual. Mondiali 2026                                                    | 2                                                                      | 73’                                                                    |
| 6-6-2023                                                               | Denver                                                                 | Messico                                                                | 0 – 4                                                                  | Uruguay                                                                | Amichevole                                                             | 3                                                                      | 69’                                                                    |
| 23-6-2024                                                              | Miami Gardens                                                          | Uruguay                                                                | 3 – 1                                                                  | Panama                                                                 | Coppa America 2024 - 1º turno                                          | 1                                                                      |                                                                        |
| 27-6-2024                                                              | East Rutherford                                                        | Uruguay                                                                | 5 – 0                                                                  | Bolivia                                                                | Coppa America 2024 - 1º turno                                          | 1                                                                      | 83’                                                                    |
| 1-7-2024                                                               | Kansas City                                                            | Stati Uniti                                                            | 0 – 1                                                                  | Uruguay                                                                | Coppa America 2024 - 1º turno                                          | -                                                                      | 45+3’ 88’                                                              |
| 6-7-2024                                                               | Paradise                                                               | Uruguay                                                                | 0 – 0 (4 – 2 dtr)                                                      | Brasile                                                                | Coppa America 2024 - Quarti di finale                                  | -                                                                      | 78’                                                                    |
| 10-7-2024                                                              | Charlotte                                                              | Uruguay                                                                | 0 – 1                                                                  | Colombia                                                               | Coppa America 2024 - Semifinale                                        | -                                                                      |                                                                        |
| 13-7-2024                                                              | Charlotte                                                              | Canada                                                                 | 2 – 2 (3 – 4 dtr)                                                      | Uruguay                                                                | Coppa America 2024 - Finale 3º posto                                   | -                                                                      | 46’                                                                    |
| 11-10-2024                                                             | Lima                                                                   | Perù                                                                   | 1 – 0                                                                  | Uruguay                                                                | Qual. Mondiali 2026                                                    | -                                                                      |                                                                        |
| 15-10-2024                                                             | Montevideo                                                             | Uruguay                                                                | 0 – 0                                                                  | Ecuador                                                                | Qual. Mondiali 2026                                                    | -                                                                      |                                                                        |
| 15-11-2024                                                             | Montevideo                                                             | Uruguay                                                                | 3 – 2                                                                  | Colombia                                                               | Qual. Mondiali 2026                                                    | -                                                                      |                                                                        |
| 19-11-2024                                                             | Salvador                                                               | Brasile                                                                | 1 – 1                                                                  | Uruguay                                                                | Qual. Mondiali 2026                                                    | -                                                                      | 46’                                                                    |
| 21-3-2025                                                              | Montevideo                                                             | Uruguay                                                                | 0 – 1                                                                  | Argentina                                                              | Qual. Mondiali 2026                                                    | -                                                                      | 72’                                                                    |
| 25-3-2025                                                              | El Alto                                                                | Bolivia                                                                | 0 – 0                                                                  | Uruguay                                                                | Qual. Mondiali 2026                                                    | -                                                                      | 46’                                                                    |
| Totale                                                                 |                                                                        | Presenze                                                               | 35                                                                     |                                                                        | Reti                                                                   | 13                                                                     |                                                                        |

## Palmarès

### Club

#### Competizioni nazionali

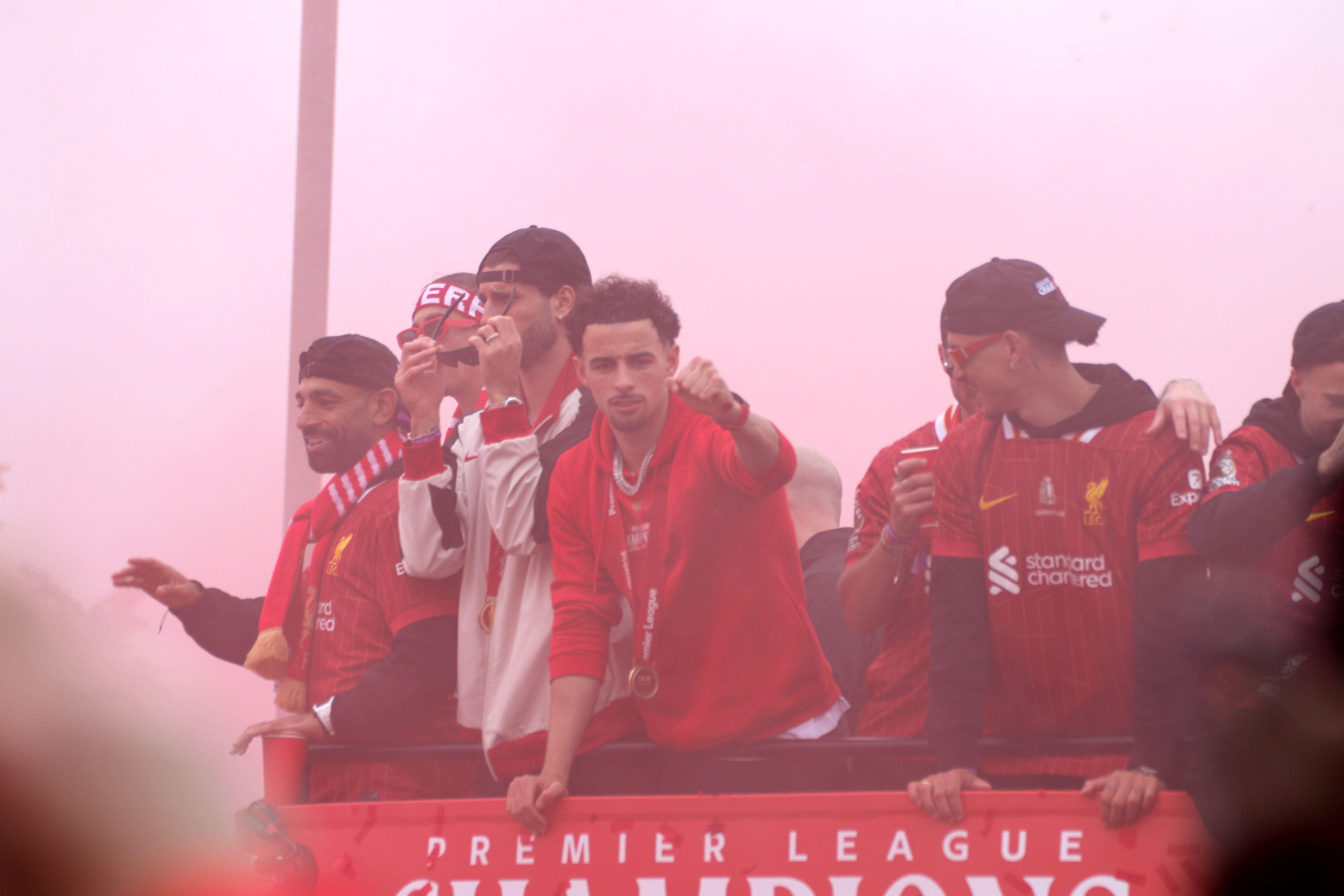
Núñez (a destra) durante i festeggiamenti del per la vittoria della Premier League 2024-2025

- Campionato uruguaiano: 2

Peñarol: 2017-2018, 2018-2019
- Community Shield: 1

Liverpool: 2022
- Coppa di Lega inglese: 1

Liverpool: 2023-2024
- Campionato inglese: 1

Liverpool: 2024-2025

### Individuale
- Capocannoniere del campionato portoghese: 1

2021-2022 (26 gol)